# Франсіс Бей
Франсіс Бей (англ. Frances Bay, до шлюбу Гоффман (англ. Goffman), нар. 23 січня 1919, Меннвіль, Альберта, Канада ― 15 вересня 2011, Тарзана Лос-Анджелес, Каліфорнія, США ) ― канадо-американська акторка.
В період своєї кар'єри з 1978 по 2011 рік зіграла в 158 фільмах і телесеріалах. Найбільш відома за ролями в проєктах Девіда Лінча («Синій оксамит», «Твін Пікс», «Твін Пікс: Вогонь, іди зі мною»), фільмів «Щасливчик Гілмор» і «У пащі божевілля», а також серіалу «Буває й гірше», де знімалася до самої смерті. Лауреатка премії «Джеміні» в 1997 році .

## Ранні роки
Френсіс Евелін Гоффман народилася 23 січня 1919 року в Меннвілі, Альберта, в родині українських єврейських іммігрантів, Енн (уродженої Авербах) і Макса Гоффманів, і виросла в Дофіні, Манітоба. Її молодшим братом був відомий соціолог Ірвінг Гофман.

## Особисте життя
У 1946 році Бей вийшла заміж за Чарльза Ірвіна Бея (15 грудня 1918 ― 18 червня 2002). У пари був син, який помер у 23 роки.
У 2002 році Бей потрапила в автокатастрофу в Глендейлі, штат Каліфорнія, в результаті якої їй ампутували ногу нижче коліна.
Бей померла у Тарзані, Каліфорнія, 15 вересня 2011 року від ускладнень пневмонії у віці 92 років.

## Вибрана фільмографія
| Рік       |   | Українська назва              | Оригінальна назва             | Роль                           |
| --------- | - | ----------------------------- | ----------------------------- | ------------------------------ |
| 1981      | ф | Шосе Гонкі-Тонк               | Honky Tonk Freeway            | місіс Левеновскі               |
| 1984      | ф | Малюк-каратист                | The Karate Kid                | місіс Майло                    |
| 1985—1990 | с | Санта-Барбара                 | Santa Barbara                 | місіс МакРей, сестра Габріелла |
| 1986      | ф | Кочівники                     | Nomads                        | Бертріл                        |
| 1986      | ф | Синій оксамит                 | Blue Velvet                   | тітка Барбара                  |
| 1986      | с | Будьмо                        | Cheers                        | місіс Брубейкер                |
| 1988      | ф | Близнюки                      | Twins                         | мати-настоятелька              |
| 1988      | с | Золоті дівчата                | The Golden Girls              | Клер                           |
| 1989      | ф | Малюк-каратист 3              | The Karate Kid Part III       | місіс Майло                    |
| 1990      | ф | Дикі серцем                   | Wild at Heart                 | мадам                          |
| 1990      | ф | Арахнофобія                   | Arachnophobia                 | Евелін Меткалф                 |
| 1990      | с | Альф                          | A.L.F.                        | Луїза Бомон                    |
| 1990      | с | Твін Пікс                     | Twin Peaks                    | місіс Тремонд                  |
| 1990      | с | Байки зі склепу               | Tales from the Crypt          | відьма                         |
| 1991      | ф | Колодязь і маятник            | The Pit and the Pendulum      | Есмеральда                     |
| 1991      | ф | Зубастики 3                   | Critters 3                    | місіс Менгес                   |
| 1992      | ф | Самотня біла жінка            | Single White Female           | старенька сусідка              |
| 1992      | ф | Твін Пікс: Вогню, іди зі мною | Twin Peaks: Fire Walk With Me | місіс Тремонд / місіс Чалфонт  |
| 1992      | с | Квантовий стрибок             | Quantum Leap                  | Міллі Рейнольдс                |
| 1994      | ф | У пащі божевілля              | In the Mouth of Madness       | місіс Пікман                   |
| 1994      | с | Цілком таємно                 | The X-Files                   | Дороті                         |
| 1995      | с | Вона написала вбивство        | Murder, She Wrote             | Сара Маккой                    |
| 1996      | ф | Щасливчик Гілмор              | Happy Gilmore                 | бабуся Гілмора                 |
| 1996—1998 | с | Сайнфелд                      | Seinfeld                      | Мейбл Чоут                     |
| 1999      | ф | Інспектор Ґаджет              | Inspector Gadget              | Тельма                         |
| 1999      | ф | Оператор                      | The Operator                  | місіс Слоан                    |
| 2001      | с | Швидка допомога               | ER                            | Джорджія                       |
| 2002      | с | Усі жінки — відьми            | Charmed                       | Фібі Галлівел (стара)          |
| 2005      | ф | Едмонд                        | Edmond                        | ворожка                        |
| 2006      | с | Ханна Монтана                 | Hannah Montana                | Кеті                           |
| 2009      | с | Анатомія пристрасті           | Grey's Anatomy                | тітка Джойс                    |